# Thāʾ
Ne doit pas être confondu avec Ṭāʾ ou Tha.
Thā (en arabe ثَاء, thāʾ ou ṯāʾ, ou simplement ث) est la 4e lettre de l'alphabet arabe.
Son caractère Unicode est 062B.

## Numération arabe
Sa valeur numérique dans la numération Abjad est 500.

## Utilisation
En arabe, ṯāʾ ‹ ث › représente une consonne fricative dentale sourde [θ].